# Гвоздиков, Юрий Иванович
Юрий Иванович Гвоздиков (18 марта 1941 года, село Спартак, Московский район, Киргизская ССР, СССР — 7 января 2021 года, Красноярск) — советский и российский театральный режиссёр, главный режиссёр Красноярского музыкального театра (1979—1982, 1996—2007), заслуженный деятель искусств Российской Федерации (2001).

## Биография
В 1962 году окончил вокальное отделение Тамбовского музыкального училища, ученик А. Е. Кузнецовой.
Окончил ГИТИС (курс Туманова). С 1972 по 1974 год служил в Свердловском театре музыкальной комедии, актёр, затем — режиссёр.
В 1974 году возглавив Красноярский театр музыкальной комедии стал самым молодым главным режиссером в СССР.
Провёл большую работу по обновлению репертуара, особое внимание уделив музыкальной комедии, и труппы театра. Активно сотрудничал с композиторами, специально для красноярского театра были написаны спектакли «Обручальные кольца» Ю. Милютина, «Снежное ревю» С. Пожлакова, «Сибирячка» Г. Дехтерева.
В репертуар вошли спектакли: «Женихи», «Тогда в Севилье», «Левша», «Полярная звезда», «Соколиная песня», «Пенелопа», «Бабий бунт», «Девичий переполох», «Молдаванка… Молдаванка!..». К 30-летию Победы в Великой Отечественной войне был поставлен героический спектакль «Опаленные строки», ставший лауреатом Всесоюзного и Всероссийского фестивалей музыкальных театров.
Активно работал над организацией и проведением фестивалей, карнавалов, концертов, приуроченных к знаковым для России, Красноярского края и города Красноярск датам.
Был видным общественным деятелем области и города. Неоднократно избирался депутатом Красноярского городского Совета депутатов, входил в Совет по культуре и искусству при губернаторе края. Был секретарем Союза театральных деятелей по Восточной Сибири. Выступал в защиту театральной деятельности в России
Вёл преподавательскую работу в Красноярском институте искусств.
В 2001 году удостоен звания «Заслуженный деятель искусств Российской Федерации».
Ушёл из жизни 7 января 2021 года на 80-м году

## Театральные работы
За свою карьеру поставил свыше 100 спектаклей.